# Philippe Loiseau
Pour les articles homonymes, voir Loiseau.
Philippe Loiseau, né le 24 novembre 1957 à Chartres, est un homme politique français. Membre du Rassemblement national (RN), il est député européen de 2014 à 2019.

## Biographie
Philippe Loiseau est responsable du Front national en Eure-et-Loir,, conseiller régional du Centre-Val de Loire et secrétaire régional du Front national.
Fin juin 2014, à la suite de la démission de Jeanne Pothain, élue députée européenne en mai mais qui n'a jamais siégé, il devient député européen.
Le 3 octobre 2018, il annonce, avec Sylvie Goddyn, qu'il va soutenir la liste conduite par Nicolas Dupont-Aignan pour les élections européennes de 2019 en restant tout de même membres du Rassemblement national. Il revient finalement sur sa décision, ce qui le conduit à ne pas être exclu du RN, au contraire de Sylvie Goddyn, et figure en position non-éligible (75e) position sur la liste RN,. Il quitte le Parlement européen le 1er juillet 2019.